# Daniel Richard Crissinger
Daniel Richard Crissinger (10 décembre 1860 - 12 juillet 1942) est un banquier et avocat américain qui est le 3e président de la Réserve fédérale de 1923 à 1927. Crissinger est précédemment le 14e contrôleur de la monnaie de 1921 à 1923.

## Jeunesse
Crissinger est né le 10 décembre 1860 de John M. Crissinger, un important commerçant de bois et de Margaret (Ganzhorn) Crissinger, une immigrante allemande dans le canton de Tully, comté de Marion, Ohio. Il porte le nom de son grand-oncle Daniel Crissinger et est enfant unique après la mort de son frère en bas âge. Crissinger fait ses études à Caledonia, Ohio, et est diplômé de Caledonia High School en 1880. Il passe un an en tant que professeur d'école primaire et il travaille pendant un an au lycée.
Il fréquente le Buchtel College à Akron, Ohio et obtient son diplôme en 1885. Il étudie le droit avec le juge William Z. Davis à Marion, Ohio jusqu'à ce qu'il entame des études formelles à l'Université de Cincinnati. Après avoir obtenu son diplôme en juin 1886, il devient associé du juge Davis.

## Carrière
En 1893, Crissinger est élu avocat de la ville de Marion, Ohio. Il travaille dans plusieurs cabinets et est candidat au Congrès en 1904 et 1906 en tant que démocrate. Crissinger est vice-président de la City National Bank de Marion, Ohio au moment de sa fondation et il devient président de la banque en 1911. Il occupe d'autres postes, dont celui d'administrateur de Marion Steam Shovel Company, de président de National City Bank & Trust Company, d'administrateur et de vice-président de l'administrateur de Marion Union Stock Yards Company, d'administrateur et de trésorier de Marion Packing Company, d'administrateur de Marion County Telephone Company et président de la Marion Cemetery Association.
Crissinger est nommé en 1921 par le président républicain Warren G. Harding, qui est un ami et voisin de l'Ohio, comme 14e contrôleur de la monnaie. Il devient le 3e président de la Réserve fédérale en 1923 et il sert sous les présidents Harding et Coolidge.